# ألما أو. تايلور
ألما أو. تايلور (بالإنجليزية: Alma O. Taylor)‏ هو مبشر أمريكي، ولد في 1 أغسطس 1882، وتوفي في 19 يونيو 1947.